# ノーラン・ライモルド
ノーラン・ギャラガー・ライモルド（Nolan Gallagher Reimold, 1983年10月12日 - ）は、アメリカ合衆国・ペンシルベニア州マーサー郡グリーンビル出身の元プロ野球選手（外野手）。右投右打。

## 経歴

### プロ入りとオリオールズ時代
2005年のMLBドラフト2巡目（全体61位）でボルチモア・オリオールズから指名され、プロ入り。2006年にカロライナリーグのオールスターやオールスター・フューチャーズゲームに選出され、カロライナリーグのオールスターではMVPに選出された。
2009年はAAA級ノーフォーク・タイズで開幕を迎え、打率.394・9本塁打を記録。球団はボブ・マクローリーをマイナーに降格させ、ライモルドをメジャーに昇格させ、ライモルドは5月14日のカンザスシティ・ロイヤルズ戦でメジャーデビューを果たした。同月、16試合の出場で、5本塁打・11打点を記録し、月間最優秀新人選手の候補となった。6月は4本塁打・9打点と前月を下回ったが、打率.320と5分以上させ、月間最優秀新人に選出された。しかし、左足のアキレス腱を痛め、9月18日から故障者リスト入りしたままシーズンを終えた。
2010年は、前年に受けたアキレス腱手術の影響に加え、新たな問題に直面した。同年2月に結婚を予定していたライモルドだったが、結婚相手の女性が以前より野球選手を渡り歩き、トロント・ブルージェイズのマイナー選手と同棲、更には2児がいる事が判明した。ライモルドはこの問題を処理する為、2度に渡ってチームを離れた。なお、この女性とは後に復縁し、2016年現在で夫婦には上記の連れ子を含む6人の女児がいる。上記2要因が重なり、2010年の成績は39試合の出場で打率.207・3本塁打・14打点にとどまった。
2014年3月30日に首の故障で15日間の故障者リスト入りし、4月7日に60日間の故障者リストへ異動した。6月からAA級ボウイ・ベイソックスで復帰し、7月1日に故障者リストから外れたが、同日にDFAとなった。

### ブルージェイズ時代
2014年7月6日にウェイバー公示を経てブルージェイズへ移籍した。

### ダイヤモンドバックス時代
2014年8月28日にウェイバー公示を経てアリゾナ・ダイヤモンドバックスへ移籍した。

### オリオールズ復帰
2015年2月3日にオリオールズとマイナー契約を結ぶ。6月9日にメジャー契約を結んで25人枠入りした。8月24日にDFAとなったが、9月6日にメジャー復帰した。2シーズンぶりの古巣復帰となったこの年は61試合に出場し、打率.247・6本塁打・20打点・OPS0.738という打撃成績を残した。守備成績は左翼手37試合で1失策・DRS - 2、右翼手13試合で1失策・DRS - 1、中堅手9試合でDRS - 3という内容だった。
2016年は外野のユーティリティとして起用され、ルーキーイヤー以来となる自己最多タイの104試合に出場。打率.222・6本塁打・15打点という打撃成績を残した。守りに就いた試合数が最多のポジションは左翼手で、62試合で無失策・DRS0という安定感抜群の守備を披露。次いで、右翼手の32試合でも無失策・DRS - 1と悪くない成績を残した。オフの11月3日にFAとなった。

### 独立リーグ時代
2017年4月5日に独立リーグ・アトランティックリーグのロングアイランド・ダックスと契約。19試合に出場して打率.238・2本塁打・7打点・2盗塁の成績を残していたが、5月28日に引退を表明した。

## 詳細情報

### 年度別打撃成績
| 年 度    | 球 団    | 試 合 | 打 席 | 打 数 | 得 点 | 安 打 | 二 塁 打 | 三 塁 打 | 本 塁 打 | 塁 打 | 打 点 | 盗 塁 | 盗 塁 死 | 犠 打 | 犠 飛 | 四 球 | 敬 遠 | 死 球 | 三 振 | 併 殺 打 | 打 率 | 出 塁 率 | 長 打 率 | O P S |
| -------- | -------- | ----- | ----- | ----- | ----- | ----- | -------- | -------- | -------- | ----- | ----- | ----- | -------- | ----- | ----- | ----- | ----- | ----- | ----- | -------- | ----- | -------- | -------- | ----- |
| 2009     | BAL      | 104   | 411   | 358   | 49    | 100   | 18       | 2        | 15       | 167   | 45    | 8     | 2        | 0     | 3     | 47    | 1     | 3     | 77    | 8        | .279  | .365     | .466     | .831  |
| 2010     | BAL      | 39    | 131   | 116   | 9     | 24    | 5        | 0        | 3        | 38    | 14    | 0     | 0        | 0     | 2     | 12    | 0     | 1     | 26    | 6        | .207  | .282     | .328     | .610  |
| 2011     | BAL      | 87    | 305   | 267   | 40    | 66    | 10       | 3        | 13       | 121   | 45    | 7     | 2        | 0     | 4     | 28    | 1     | 6     | 57    | 4        | .247  | .328     | .453     | .781  |
| 2012     | BAL      | 16    | 69    | 67    | 10    | 21    | 6        | 0        | 5        | 42    | 10    | 1     | 0        | 0     | 0     | 2     | 0     | 0     | 14    | 3        | .313  | .333     | .627     | .960  |
| 2013     | BAL      | 40    | 140   | 128   | 17    | 15    | 3        | 0        | 5        | 43    | 12    | 0     | 1        | 0     | 2     | 10    | 2     | 0     | 41    | 4        | .195  | .250     | .336     | .586  |
| 2014     | TOR      | 22    | 60    | 52    | 3     | 11    | 4        | 0        | 2        | 21    | 9     | 1     | 0        | 0     | 2     | 6     | 0     | 0     | 22    | 0        | .212  | .283     | .404     | .687  |
| 2014     | ARI      | 7     | 18    | 17    | 2     | 5     | 1        | 0        | 1        | 9     | 4     | 0     | 0        | 0     | 1     | 0     | 0     | 0     | 10    | 0        | .294  | .278     | .529     | .807  |
| '14計    | ARI      | 29    | 78    | 69    | 5     | 16    | 5        | 0        | 3        | 30    | 13    | 1     | 0        | 0     | 3     | 6     | 0     | 0     | 32    | 0        | .232  | .282     | .435     | .717  |
| 2015     | BAL      | 61    | 195   | 170   | 24    | 42    | 5        | 1        | 6        | 67    | 20    | 0     | 0        | 0     | 0     | 23    | 2     | 2     | 47    | 2        | .247  | .344     | .394     | .738  |
| 2016     | BAL      | 104   | 227   | 203   | 25    | 45    | 9        | 1        | 6        | 74    | 15    | 1     | 2        | 0     | 1     | 22    | 0     | 1     | 62    | 8        | .222  | .300     | .365     | .664  |
| MLB：8年 | MLB：8年 | 480   | 1556  | 1378  | 179   | 339   | 63       | 7        | 56       | 582   | 174   | 18    | 7        | 0     | 15    | 150   | 6     | 13    | 356   | 35       | .246  | .323     | .422     | .745  |

### 獲得タイトル・表彰・記録
MiLB
- オールスター・フューチャーズゲーム選出：1回（2006年）

MLB
- ルーキー・オブ・ザ・マンス：1回 （2009年6月）

### 背番号
- 14（2009年 - 2014年途中、2015年 - 2016年）
- 12（2014年途中 - 同年終了）